# Du hast mich so fasziniert

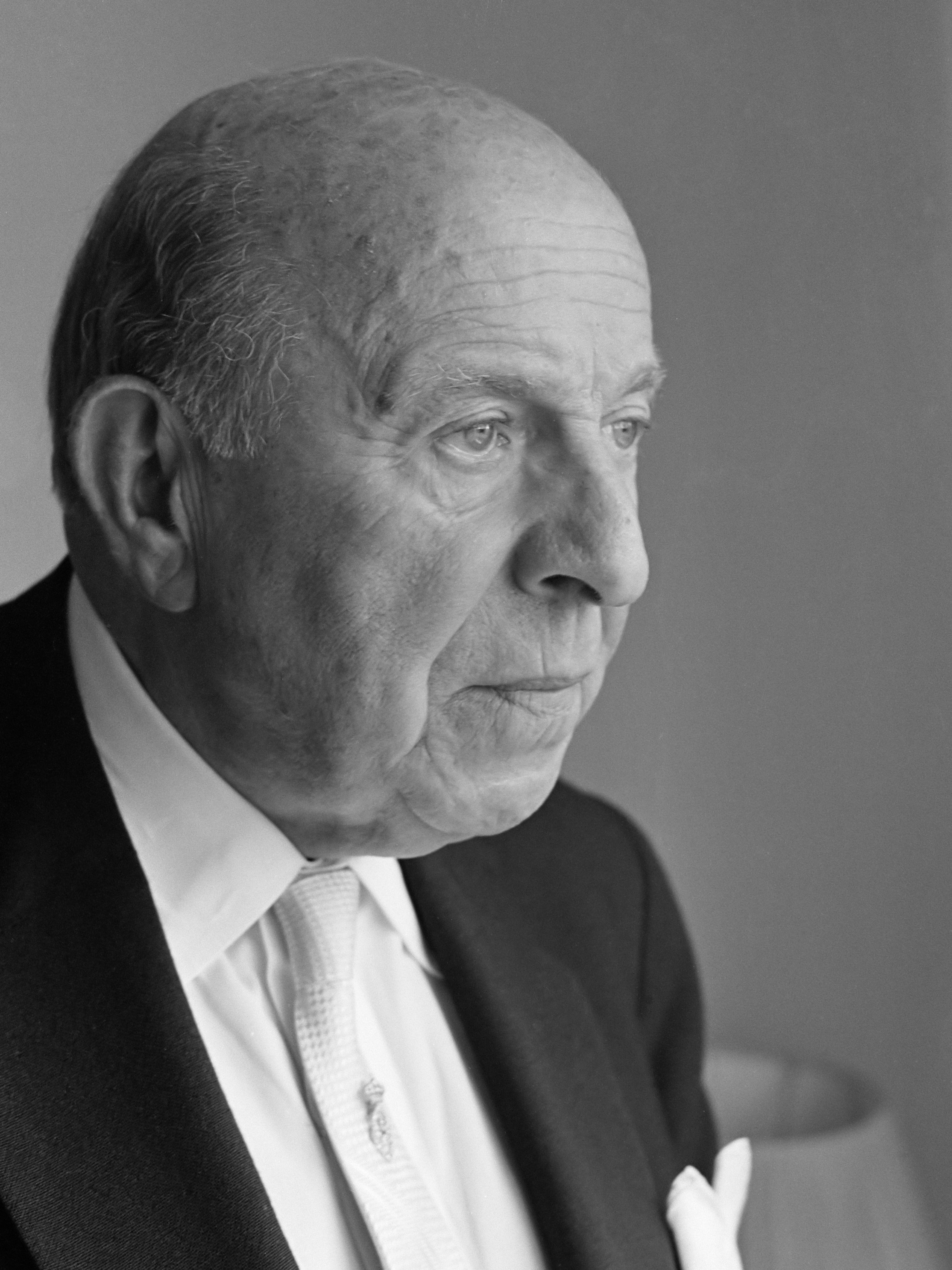
Robert Stolz, compositor y director de la canción, en 1961.

«Du hast mich so fasziniert» (en español: «Me fascinaste tanto») es una canción compuesta por Robert Stolz e interpretada en alemán por Harry Winter. Fue elegida para representar a Austria en el Festival de la Canción de Eurovisión de 1960 tras ser seleccionada internamente por la emisora austríaca ORF.

## Festival de la Canción de Eurovisión 1960

### Selección
«Du hast mich so fasziniert» fue seleccionada para representar a Austria en el Festival de la Canción de Eurovisión 1960 por la emisora austríaca ORF.

### En el festival
La canción participó en el festival celebrado en el Royal Festival Hall el 29 de marzo de 1960, siendo interpretada por el cantante Harry Winter. La orquesta fue dirigida por Robert Stolz.
Fue interpretada en séptimo lugar, siguiendo a Noruega con Nora Brockstedt interpretando «Voi, Voi» y precediendo a Mónaco con François Deguelt interpretando «Ce soir-là». Al final de las votaciones, la canción recibió 6 puntos, obteniendo el séptimo puesto de 13.